# Національна спілка композиторів України
Національна спілка композиторів України (НСКУ) — творча громадська організація, що об'єднує професійних композиторів і музикознавців музики академічного напрямку України.

## Історія
Історія спілки бере початок 1922 року, коли було створено Всеукраїнське музичне товариство імені М. Д. Леонтовича, що 1928 року дістало назву Всеукраїнське товариство революційних музик, замість якого в листопаді 1932 й було створено Спілку радянських музик України (СРМУ) — подія, що й вважається точкою відліку існування сучасної спілки.
Поступово створювались підрозділи, що іменувалися секціями або обласними спілками: Харківська (з 1932), Одеська (з 1937) та Львівська (з 1940). У 1939 році Спілку радянських музик України було перейменовано у Спілку радянських композиторів України (СРКУ), що у 1941 році вже налічувало 150 осіб, а в 1957 році — в Спілку композиторів України (СКУ).
Станом на 1968 рік СКУ налічувала разом 161 члена (120 композиторів і 41 музикознавець). З 1972 року спільно з Міністерством культури і Музичним товариством УРСР, Спілка композиторів видає журнал «Музика». При СКУ існувала філія Музичного фонду СРСР.
За спогадами М.Черкашиної-Губаренко, Спілка композиторів була створена як інструмент ідеологічного контролю і виконувала роль первинної ланки, на рівні якої визначалася ціннісна ієрархія написаних творів, а також будувалася жорстка ієрархічна структура самого композиторського середовища, при цьому цілий ряд бар'єрів, які належало подолати молодому композитору, щоб увійти у елітний клас членів спілки і зайняти там певне місце.
|  | У самій спілці існували свої методи регуляції творчого життя. Різні групи одержували різну вагу в очах партійного керівництва всіх рівнів, від секретарів з ідеологічних питань райкомів, обкомів до Центрального комітету партії. Розподіл по групам мав кілька окремих рівнів. Вся спілчанська маса поділялася на керівників і рядових членів. Хто попадав до складу правління, тим більше – ставав секретарем або головою спілки, перетворювався в очах партійних ідеологів на передовий спілчанський загін, який повинен був втілювати офіційну політику і здійснювати ідеологічне спрямування всієї роботи спілки. У сферу впливу керівної верхівки попадали серед іншого такі функції, як розподіл матеріальних благ, рекомендації нових творів до виконання і подальшої пропаганди. Ясно, що творам секретарів надавалася перевага при оформленні державних замовлень, при формуванні концертних програм. Вони першими одержували почесні звання, премії і нагороди, входили до складу різних рад, комітетів, колегій, тобто мали змогу активно впливати на загальну картину і державну культурну політику, формувати громадську думку |

## Сучасність
Організаційна структура включає 10 регіональних організацій:
Київська, Львівська, Івано-Франківська, Одеська, Кримська (у Сімферополі), Дніпровська, Харківська, Донецька й Закарпатська та 5 осередків: Полтавський, Дрогобицький, Волинський, Миколаївський, Луганський.
Щорічно НСКУ та її регіональні організації проводять фестивалі сучасної академічної музики, такі як «Київ Музик Фест», «Прем'єри сезону», «Форум музики молодих» (Київ), «Два дні й дві ночі нової музики» (Одеса), «Контрасти» (Львів).
У 1998 році Спілці композиторів було надано статус національної.
Після Революції гідності всупереч очікуванням, умови існування спілки лише ускладнилися — 2015 року держава суттєво скоротила фінансування, що призвело до загрози її виселення зі свого історичного приміщення.
Станом на 2020 рік склад налічує понад 450 членів (з них понад 290 — композитори та понад 160 — музикознавці), суттєва частина яких отримала найвищі державні нагороди, наукові ступені та вчені звання. До спілки приймаються виключно композитори та музикознавці з суттєвим творчим доробком, що сприяє розвитку національної музичної культури України.

## Керівництво
Протягом існування спілки під різними назвами її очолювали:
| ПІБ                 | Роки головування                  |
| ------------------- | --------------------------------- |
| Борис Лятошинський  | 1939—1941                         |
| Костянтин Данькевич | 1941, 1956—1967                   |
| Левко Ревуцький     | 1944—1948                         |
| Григорій Верьовка   | 1948—1952                         |
| Пилип Козицький     | 1952—1956                         |
| Георгій Майборода   | 1967—1969                         |
| Андрій Штогаренко   | 1969—1989                         |
| Євген Станкович     | 1990—1992, 2004—2010 (співголова) |
| Михайло Степаненко  | 1992—2004                         |
| Мирослав Скорик     | 2004—2010 (співголова)            |
| Ігор Щербаков       | 2010—                             |

## Будівлі
З кінця 1960-х років НСКУ міститься у двоповерховому будинку на вул. Євгена Чикаленка, 32. До революції 1917 року тут працювала приватна музична школа композитора Констаніна-Казімежа Регаме. В роки революції тут зупинявся брат В. І. Леніна Дмитро Ульянов, завдяки чому будинок було проголошено історичною пам'яткою. За часів незалежності України в умовах недоотримання Спілкою композиторів фінансування київська влада планомірно здійснює кроки, спрямовані на виселення Спілки композиторів з цього приміщення. В 1990-ті роки у спілки було відібрано кафе, у 2000-х спілка вимушена була передати в постійну суборенду нею ж заснованому колись ансамблю солістів країни «Київська камерата» другий поверх із концертним залом. Після Революції гідності спроби відібрати у Спілки композиторів приміщення активізувались.

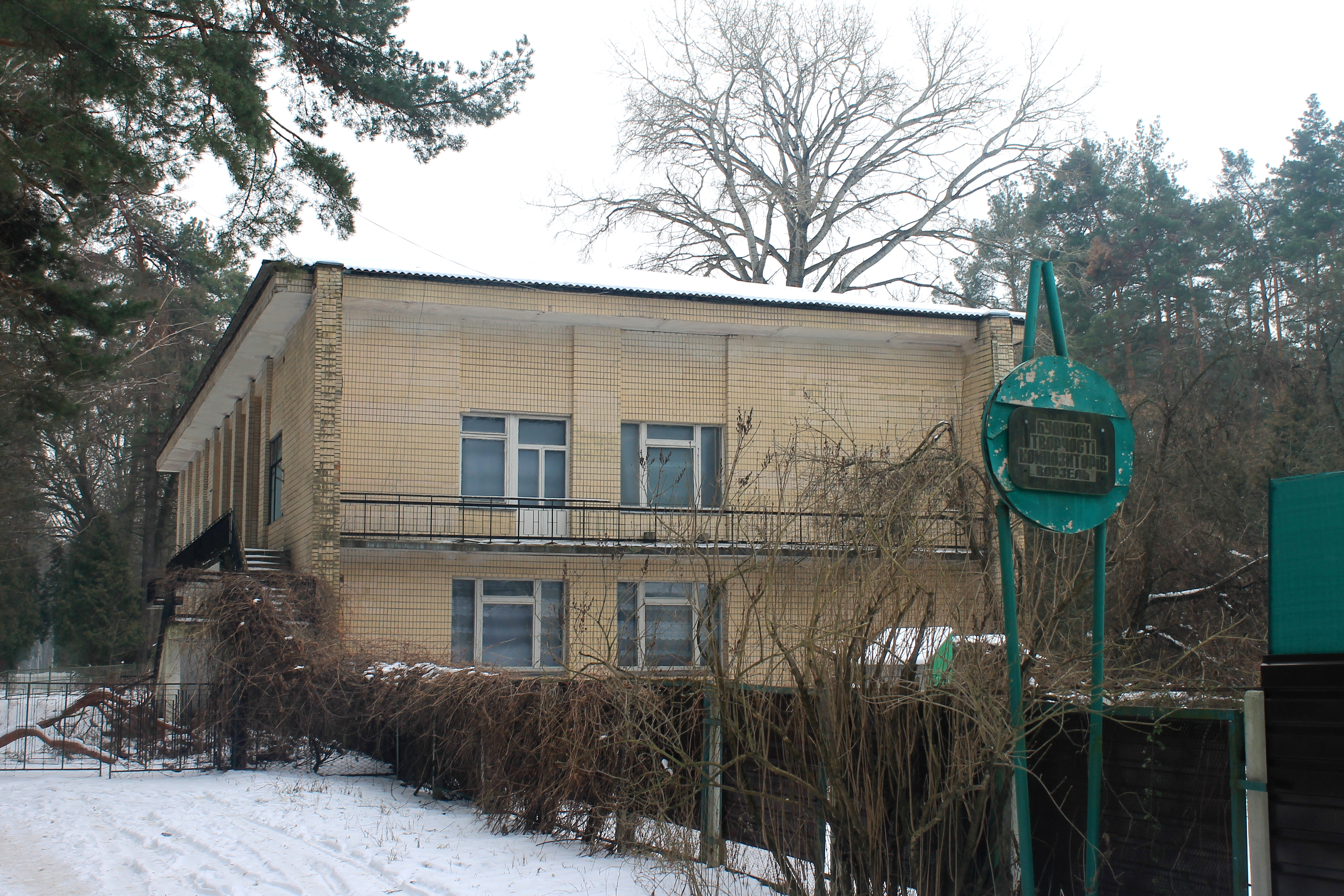
Будинок творчості композиторів Ворзель, вхід і центральний корпус

На балансі спілки композиторів України є Будинок творчості композиторів, що у Ворзелі, — територія, де на площі у 11 га розташовані 23 спеціалізовані споруди. Свого часу його відвідували композитори Костянтин Данькевич, Георгій Майборода, Андрій Штогаренко, Олександр Білаш, Євген Станкович, піаніст Микола Сук та багато інших. 1998 року відповідно до постанови про передачу нерухомого майна творчим спілкам майно будинку творчості композиторів «Ворзель» було передано на баланс Національної спілки композиторів. Незважаючи на фінансові труднощі, до 2011 року в будинку творчості проводилися міжнародні музичні майстер-класи і конкурси, майстер-класи хореографів, художників «Образование и искусство XXI века» тощо. 2010 року, зі зміною керівництва НСКУ, частину території було продано, а на виручені кошти було заплановано відремонтувати 9 будинків. Роялі з інших будинків були при цьому евакуйовані в теплі приміщення. 2013 року Будинок творчості композиторів «Ворзель» остаточно припинив свою діяльність, а споруди зазнали руйнувань.